# Bayburt
Bayburt  (en armenio: Բաբերդ) es una ciudad situada al noreste de Turquía, capital de la homónima provincia de Bayburt. Se localiza en una región montañosa, a ambas orillas del Yıldırım Çayı, un afluente del curso alto del río Çoruh.
Bayburt llegó a ser una ciudad importante de la antigua Ruta de la Seda por la que pasaron Marco Polo y el viajero turco Evliya Çelebi. Aún se conservan restos de un castillo bizantino. Existen diferentes mezquitas, baños turcos y lápidas de interés en la ciudad, así como la ciudad subterránea de Catalcesme y la cascada de Sirakayalar.

## Historia
Se desconoce la fecha exacta de la fundación de Bayburt, aunque se calcula que fue hacia el 100 a. C. Se sabe que fue conquistada por el Imperio romano y que, tras la división de éste, pasó a formar parte del Imperio bizantino. Durante este periodo, Bayburt perteneció al estado de Heldia, dependiente de Bizancio y cuarta de las siete divisiones. También se sabe que el castillo de Bayburt fue restaurado por el emperador Justiniano I e invadido posteriormente por los árabes. Los turcos tomaron el control de la zona en 1054, aunque en los doscientos años posteriores fue ocupada por diferentes imperios.

### Castillo
La historia del castillo de Bayburt se remonta al año 2000 a. C. aproximadamente, aunque se desconoce quién lo mandó construir. Recientemente, el Ministerio de Cultura de Turquía ha realizado obras de restauración en el castillo.

### Mezquitas
Existen diferentes mezquitas de interés, entre las que destaca Ulu Camii, considerada una de las más importantes de la región. Fue construida por Ghiyath ad-Din Mas'ud II, gobernador del Sultanato de Rüm y restaurada en 1967. Otra mezquita importante es la de Ferahşat Bey, construida por los turcomanos de las Ovejas Blancas en 1507. Con su única cúpula, se trata de un buen ejemplo de la arquitectura anatolia turca. Por otro lado, destaca la mezquita de Yakutiye, terminada en 1915 gracias a la asociación de los habitantes de Bayburt. Es uno de los mejores ejemplos de los últimos edificios otomanos.

## Bayburt en la actualidad

### Naturaleza
Bayburt cuenta con numerosos parques y espacios abiertos, como el Gençlik Parkı (parque de los jóvenes), Şehit Nusret Bahçesi (jardines del mártir Nusret) y Genç Osman Parkı. La ciudad tiene 535.780 m² de viveros, donde se cultivan plantas para los bosques de Bayburt. Además, existes dos cuevas, Çimağıl Mağarası y Helva Köyü Buz Mağarası, donde se puede disfrutar de las interesantes formas naturales de la piedra.

### Universidad
La Universidad Bayburt.
https://web.archive.org/web/20110424043234/http://www.bayburt.edu.tr/AnaSayfaEn.aspx

### Transporte
La terminal de autobuses, situada al sur de la ciudad, es la principal conexión.

### Deporte
La ciudad cuenta con un club de fútbol, el Bayburtspor.
- Datos: Q211828
- Multimedia: Bayburt / Q211828